# Eilhard Mitscherlich
Eilhard Mitscherlich, född 7 januari 1794 i Neuende, numera en stadsdel i Wilhelmshaven, död 28 augusti 1863 i Berlin, var en tysk kemist. Han var brorson till Christoph Wilhelm Mitscherlich samt far till Alexander Mitscherlich och Clara Wiedemann.
Mitscherlich studerade först historia och därefter orientaliska språk. Samtidigt studerade han även kemi och fysik. Efter 1818, då han kom till Berlin, vände han sig mer uteslutande till den kemiska forskningen och upptäckte 1819 isomorfin, vilket ådrog honom Jöns Jacob Berzelius uppmärksamhet under dennes vistelse i Berlin (1819). Han följde Berzelius till Stockholm och arbetade där till 1821 på hans laboratorium. Han återkom till Berlin 1821 och utnämndes där samma år till professor i kemi efter Martin Heinrich Klaproth. 
Upptäckten av isomorfin hade en för kemin och mineralogin genomgripande betydelse. År 1821 följde hans upptäckt av dimorfin, och 1823 fann han, att kristaller, som inte tillhör det reguljära systemet, vid upphettning utvidgar sig olikformigt i olika riktningar. I facktidskrifter publicerade han en mängd värdefulla avhandlingar i oorganisk, organisk och analytisk kemi. Mot slutet av sin levnad studerade han med förkärlek geologi, speciellt de vulkaniska bildningarna (postumt arbete på detta område 1865). Han utgav även en för sin tid förträfflig lärobok i kemi, Lehrbuch der Chemie (1829-35; fjärde upplagan 1840-48). Hans Gesammelte Schriften utkom 1896. Han invaldes som utländsk ledamot nummer 247 av Kungliga Vetenskapsakademien 1823 och tilldelades Royal Medal 1829. År 1894 restes honom ett minnesmärke bredvid Berlins universitet (av Carl Ferdinand Hartzer).